# Militari (cartier)

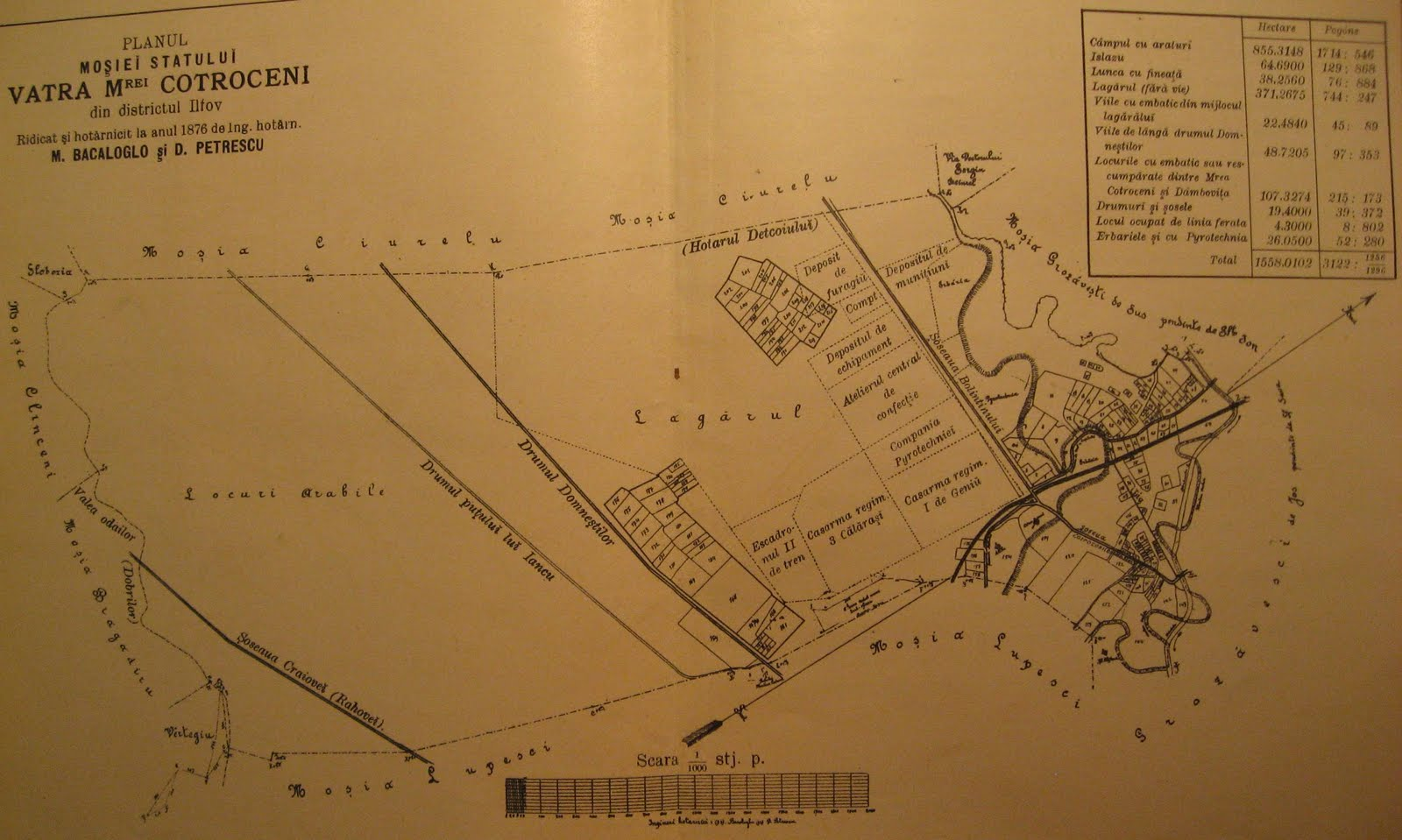
Planul din 1876 al moșiei statului „Vatra Mănăstirii Cotroceni” apărută ca urmare a secularizării averilor mănăstirești (1864) „Hotarul Detcoiului” marcat pe hartă ca limita de vest a moșiei este aproximativ pe linia șos. Virtuții - str. Lujerului.

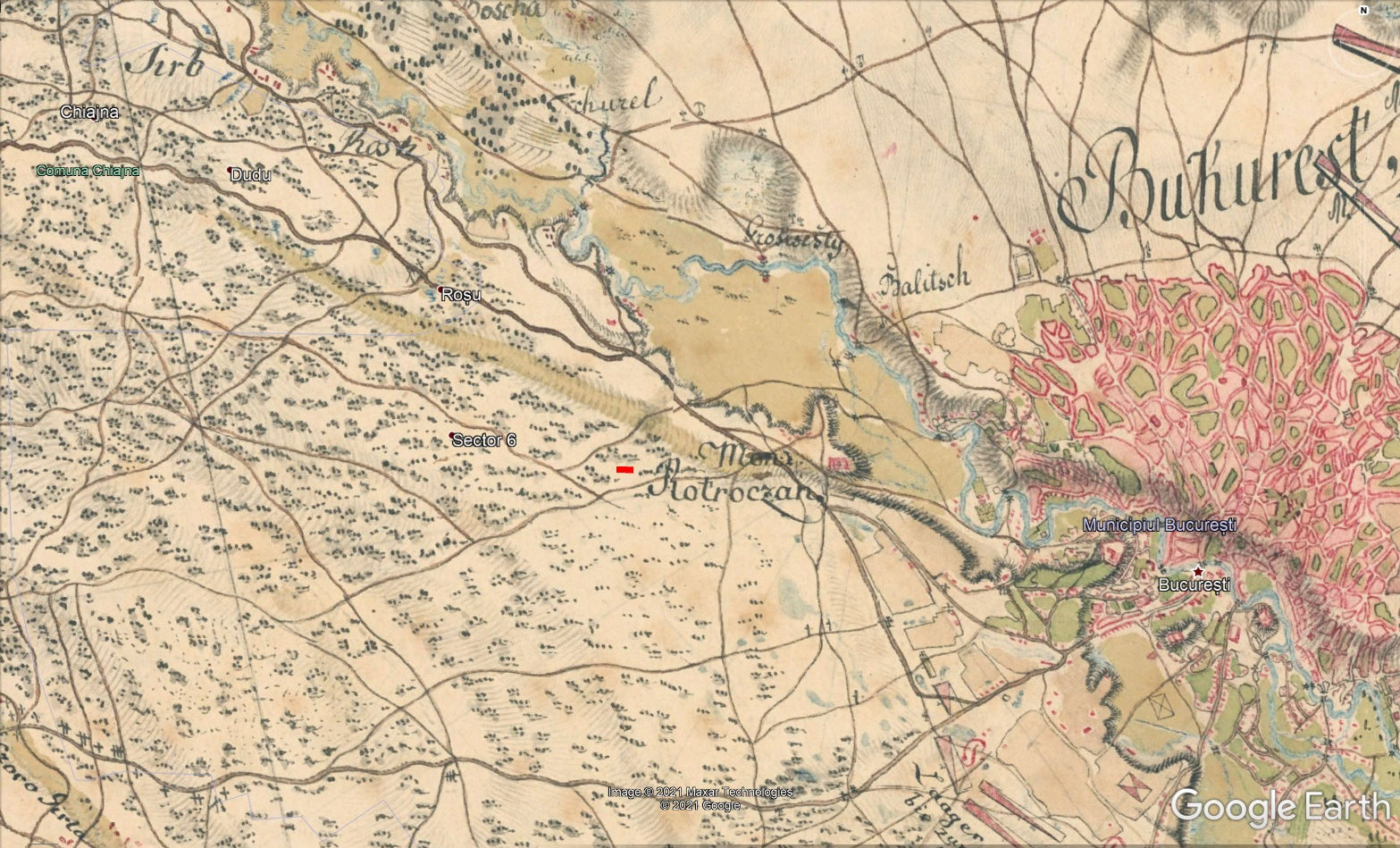
Harta von Otzelowitz, 1790. Zona viitorului cartier Militari. Patrulaterul roșu desemnează poziția hipermarket-ului Cora Lujerului relativă la poziționarea pe hartă a mănăstirii Cotroceni

Militari pe harta Bucureștiului

Cartierul Militari este un cartier mare situat în sectorul 6, în vestul Bucureștiului (capitala României), cartier cuprinzând în majoritate blocuri de locuințe. Denumit după comuna cu același nume încorporată în oraș în 1950, până in anii '60 în această zonă existau numai case, acestea fiind demolate pentru a face loc blocurilor. Cartierul Militari se învecinează la nord cu comuna Chiajna și cartierul Crângași, la est cu cartierul Cotroceni, la sud cu cartierul Drumul Taberei și la vest cu șoseaua de centură a orașului.
Bulevardul Iuliu Maniu care traversează cartierul de la est la vest constituie ieșirea din oraș către autostrada A1 și din acest motiv suferă adesea din cauza traficului aglomerat.

## Istorie

### Perioada veche
Militarii au fost vatră de locuire neîntreruptă din neolitic (cultura Gumelnița) și din epoca bronzului, săpăturile arheologice de la Ciurel și din alte puncte ale zonei Militari scoțând la iveală „o frumoasă ceramică care amintește de cusăturile populare românești”. Pentru sec. III d. Chr., săpăturile de la Boju (lacul Ciurel) conduse de Vlad Zirra au relevat fragmente de vas cenușiu cu pântece bombat, ritualic, de tipul Krausanfeforin, carcteristice culturii geto-dacice, cu decor ștampilat ce prezintă motivul dacic al mâinii ridicate spre un simbol de tipul roatei cu raze (soare), cu motive ihtiologice. Despre aceste materiale spune etnologul Romulus Vulcănescu că „solicită o interpretare etnografică care ar putea să pornească de la ornamente de bază ale mitologiei agrare locale.” În secolele VII-IX așezările din zona Ciurel-Militari continuă să existe ca și cele din întreg spațiul românesc „aproape fără excepții” în locuri joase, pe terasele inferioare ale râurilor, în luncile apelor, ori pe grinduri și popine. „Existența unui număr atât de mare de așezări nefortificate indică o perioadă de relativ calm politic și militar, fără tulburări majore sau incursiuni devastatoare, ceea ce a condus la desăvârșirea procesului de asimilare etnică și lingvistică a populației slave rămase după anul 602 și a creat premisele economice și politice necesare urbanizării ulterioare”. Specifică acestei perioade mai este și „lipsa unor deosebiri evidente între tipurile de așezări și locuințe ca și între diferitele categorii de inventar”.

### Perioada medievală
În timpurile pre-moderne ceea ce este astăzi cartierul Militari făcea partea din moșia Cotroceni până în zona intersecției Lujerului, a arterei șos. Virtuții - str. Lujerului, unde după planul din 1876 se afla „hotarul Detcoiului” ca limită de vest a moșiei Cotroceni Se pare, după opiniile lui G. M. Ionescu și lui Ștefan Greceanu, că în prima jumătate a sec. al XVI-lea moșiile Cotrocenilor, Lupeștilor (Sf. Elefterie) și Grozăveștilor de Sus și de Jos au fost împreună în proprietatea marelui ban al Craiovei Teodosie mort în 1547, la Periș, în luptă cu voievodul Mircea Ciobanul iar în timpul lui Mihai Viteazul acesta a luat „pe seama domniei” moșia Cotroceni plătind-o cu bani din visteria statului. Abia la 27 noiembrie 1614 domnul Țării Românești Radu Mihnea returnează moșia contra 24.000 aspri lui Stoica Vătaful, lui Preda și lui Istfan (probabil descendenți ai nepoatelor marelui ban Teodosie, Neaga sau Caplea) „pentru că iaste a lor bătrână și dreaptă moșie de la moșii lor, din zilele altor Domni bătrâni [...] din hotarul Detcoiului până în hotarul Lupeștilor” pentru ca la 22 august 1625 Alexandru vodă Coconul să întărească jupânesei Dumitra (soția lui Stoica Vătaful) hrisovul de stăpânire asupra satului și moșiei Cotroceni „însă să se știe semnele moșiei: din hotarul Lupeștilor până în hotarul Detcoilor, din apa Dâmboviței și cu vaduri de moară”. La 1660 îl găsim stăpân absolut al satului și moșiei Cotroceni pe Ghioca Căpitanul, fiul jupânesei Dumitra, care are proasta inspirație de a-l tâlhări în aprilie 1660 în condițiile luptei pentru putere dintre Constantin Șerban Basarab Cârnul și Grigore Ghica, pe Șerban Cantacuziono de 12 cai destinați curții Domnului Grigore Ghica. Acesta din urmă îi oferă pe atunci logofătului de rangul II Șerban Cantacuzino toată moșia Cotroceni împreună cu satul ca reparație, moșie pe care viitorul voievod nu o va putea lua în posesie din cauza evenimentelor politice tumultoase decât la 18 noiembrie 1671, după 11 ani de la hrisovul dat de Grigore Ghica. Fii lui Ghioca Căpitanul îi dau lui Șerban Cantacuzino (contra 360 galbeni ungurești reprezentând diferența dintre valoarea moșiei și prejudiciul cauzat de Ghioca în 1660 evaluat de Grigore Ghica la 200 de galbeni ungurești) „din câmp, din pădure, din apă cu vadul de moară în apa Dâmboviței și cu trei roate de moară făcute și cu viile și hotarele de moșie încă să se știe: în lat din hotarul Lupeștilor, în sus până în hotarul Detcoilor (muchia dealului dinspre Pirotehnie și preotul Ilie - adnotarea lui G. M. Ionescu) și în lung din matca Dâmboviței până în valea Dobrilor care moșie ne este nouă de la părinții noștri”. Astfel devine Șerban Cantacuzino stăpân peste Cotrocenii „din Deal”, peste platoul străbătut astăzi de bd. Iuliu Maniu și delimitat la vest de intersecția cu șos. Virtuții și str. Lujerului. La 1682 biserica Mănăstirii Cotroceni este terminată. Șerban Cantacuzino mai cumpără și moșiile învecinate Grozăveștii de Sus și o parte a celor de Jos, precum și Cotrocenii de Jos (partea dinspre Sf. Elefterie) și le afierosește noii sale ctitorii. 
(Nu știm în mod cert ce va fi reprezentat în realitate „hotarul Detcoiului” care după planul din 1876 se afla aproximativ în zona de astăzi a arterei rutiere formate din șoseaua Virtuții și strada Lujerului și care este dat încă de la 1614 ca hotar apusean al moșiei Cotroceni  - probabil că la vest de această linie se afla un sat - Detcoi - dispărut între timp așa cum mai sunt menționate două așezări cu acest nume dispărute și ele tot în sec. XVII în zona Valea Scheilor (Prahova-Buzău, vechiul județ al Saac-ului) și în Vlașca. Ne duce înspre o asemenea interpretare și informația că, la 4 martie 1631, Ghioca Căpitanul împreună cu mama sa jupâneasa Dumitra - stăpânii moșiei Cotroceni, cumpără „un vad de moară în Detcoi”. Ne gândim că, poate, ar mai fi posibilitatea ca „hotarul Detcoiului” să reprezinte hotarul cu o moșie a schitului Detcoi menționat în sec. XVII ca metoh al Episcopiei Buzăului.)
În secolele următoare platoul Cotroceni a fost folosit ca zona de tabără militară pentru trupele austriece, ruse și otomane care intrau în București în contextul războaielor ruso-austro-turce. În 1697-1699 aici au stat trupele otomane și române iar la 7 iulie 1737, „armatele nemțești” (5000-6000 oameni) ajungeau până la Cotroceni, la palat stabilindu-se generalul Ghilany, comandantul lor numai pentru a fi alungat peste Carpați, un an mai târziu, de Constantin Mavrocordat venit cu sprijin turcesc. Acesta ia locul generalului Ghilany în palatul Cotroceni. Dacă în primăvara lui 1801 o unitate de așcherlii staționează la Cotroceni și devalizează mănăstirea, rușii vor avea același comportament cinci ani mai târziu, generalul Mihail Miloradovici așezându-și trupele pe platoul Cotroceni, la vest de palat. La 16 martie 1821 Tudor Vladimirescu ajunge la Cotroceni cu vreo 5000 de panduri venind din Oltenia și, după unele surse își instalează tabăra pe locul unde este astăzi Liceul „Tudor Vladimirescu”. La 10 septembrie 1848 turcii, sub Fuad Efendi și Tinghir Pașa ocupă palatul și mănăstirea Cotroceni și își instalează tabăra în vecinătate, în zona unde astăzi se află rezervoarele de apă de vis-a-vis de Monumentul Eroilor Geniului și Centrul Municipal Integrat pentru Situații de Urgență - la stânga și la dreapta șoselei Grozăvești. Armata de ocupație austriacă staționează la rândul ei între 1853 și 1856 pe platoul Cotroceni, „barăcile solide” ale acesteia fiind „scoase la mezat în Buletinul Oficial” în 1857, în anul următor plecării trupelor.
La finele secolului al XVIII-lea (1790-1791) cartografii militari austrieci ne indică pentru zona viitorului cartier Militari „o rețea de drumuri ieșind din oraș și încrucișându-se în diferite locuri, mai adesea la voia întâmplării, îndreptându-se cât se poate mai direct peste plantațiuni, ogoare și câmpii, spre satele din vecinătatea Capitalei țării”. În continuarea podului ce venea de la fosta Curte Arsă (13 Septembrie), în dreptul mănăstirii Cotroceni calea se bifurcă: „un drum o lua spre Dragomirești pe șoseaua vicinală actuală: Militari-Roșu-Chiajna, al doilea era drumul spre Domnești”. Viitoarea șosea Bolintin (bd. Iuliu Maniu) încă nu era trasată la acest moment.

### Perioada modernă

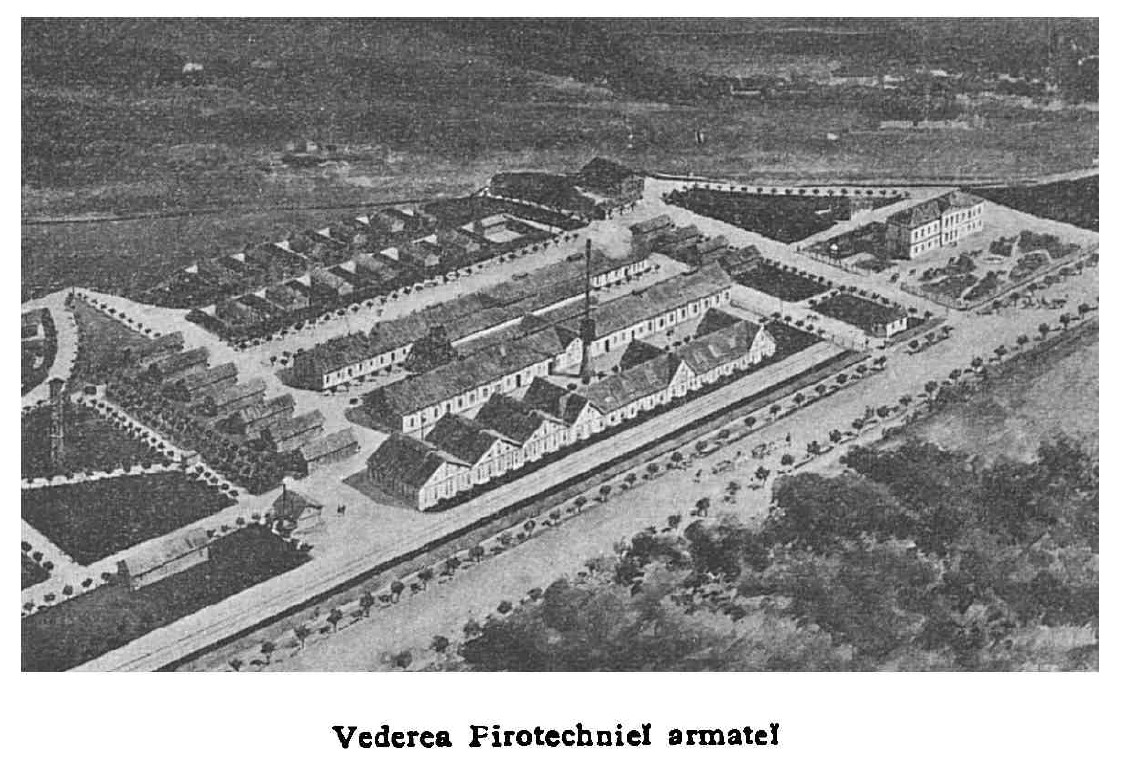
Pirotehnia Armatei (coșul de fum a fost construit în anul 1889), opera arhitectului și constructorului Dobre Nicolau. A existat ca întreprindere militară până în 1950 când a fost transformată în Uzina „9 Mai”, numită apoi „IUPS” - Întreprinderea de Utilaje și Piese de Schimb” în subordinea Ministerului Industrializării Lemnului și Materialelor de Construcții. În anul 1990 a fost rebotezată „PUMAC” S.A. A fost desființată în 2015.(sursa imaginii: G. M. Ionescu, Istoria Cotrocenilor, Lupeștilor (Sf. Elefterie) și Grozăveștilor, ed. Toma Basilescu, 1902)

Din punct de vedere urbanistic prima informație pe care o deținem este aceea după care între 1851 și 1853 Știrbey vodă care pe timpul verii locuia la Cotroceni schimbă cu totul vechile drumuri ale zonei, dându-i acesteia o înfățișare nouă. El taie șoseaua Cotroceni unind șoseaua Bolintinu (bd. Iuliu Maniu - iată deci că această arteră exista la 1851) cu Dâmbovița. „Șoseaua a fost făcută după modelul celor din București, cu șanțuri largi pe de lături pentru scurgerea apelor, care în realitate nu erau decât focare de infecțiune.” Șoseaua Cotroceni va fi pietruită la 1856 pentru suma de 5950 lei și lărgită în 1876 de un batalion de geniu „mai ales în partea din deal, prea strămtă”. Forma modernă, recognoscibilă a aceste artere a fost dată însă în 1899 sub primariatul lui Barbu Ștefănescu Delavrancea când, după relatarea lui G.M. Ionescu „s-a pus capăt mizeriei de pe șos. Cotroceni care cu șanțurile ei largi și pline de tot felul de necurățenii era un pericol pentru viața locuitorilor; dacă mai adăugați noroaiele din timpul iernii și praful din timpul verii vă puteți închipui ce notă discordantă era față de superba plantație de acolo. Delavrancea schimbă șoseaua într-un superb bulevard binișor întreținut.”
Dacă platoul Cotrocenilor „a fost locul cel mai favorabil pentru așezări, popasuri și chiar lagăre mai mult sau mai puțin permanente ale diferitelor armate de invasiune de la 1640 la 1857”, crearea statului român modern și unificarea armatelor Moldovei și Țării Românești sub domnia lui Cuza Vodă au dus la folosirea acestei zone pentru nevoile armatei române. Astfel, prin Decretul 5380 din 29 iulie 1863 ia ființă tabăra militară de pe platoul Cotroceni, înființare motivată astfel în Raportul către Domn: „căci concentrarea trupelor în tabere este singurul mijloc de a putea desăvârși instrucția unei armate, de a dezvolta spiritul de corp printre ofițeri prin obișnuința vieții în comun, de a deprinde pe șefii de corpuri cu tactica cea mare prin evoluțiunile armatelor combinate, în fine, taberele fiind adevărata și singura școală în timp de pace în care o armată se poate constitui cu soliditate și deprinde cu ostenelile vieții militare.” Armata a  stat pe platoul Cotroceni în 1863 timp de 6 luni, înmânarea drapelelor de către domnitor având loc la 1 septembrie iar manevrele desfășurându-se între 3 și 5 octombrie cu un efectiv participant de 8500 de trupe și 2230 cai format din Brigada de lăncieri, 2 batalioane de infanterie, 1 batalion de vânători,  4 baterii de artilerie, batalionul de geniu, escadronul de jandarmi, divizionul de tren, 2 batalioane de miliții - unul de Dunăre și altul de munte și 4 escadroane de dorobanți. Tabăra era formată din corturi și barăci de scânduri care porneau de pe locul pe care astăzi se află Monumentul Eroilor Geniului scurgându-se de-a lungul căii ferate către Drumul Sării și de-a lungul a ceea ce astăzi este str. Drumul Taberei, ambulanța taberei fiind staționată pe locul de astăzi al Centrului Municipal Integrat pentru Situații de Urgență (vis-a-vis de Palatul Cotroceni și deasupra Grădinii Botanice) iar „erbăria” - stabilimentul pentru fabricat praf de pușcă fiind situat „pe locul viitorului depozit de muniții, limita de N a taberei”, adică în zona parcului Iuliu Maniu-Fabricii. Venirea lui Carol I pe tronul României în 1866 a însemnat continuarea activitiății militare de tabără pe platoul Cotrocenilor, la 2 și 3 octombrie 1867 având loc primele manevre ale armatei române sub comanda prințului Carol și având ca ministru de război pe Ion Brătianu. Au participat cu această ocazie 2 regimente de infanterie, 1 regiment de cavalerie, 1 batalion de vânători și 3 baterii cu câte 4 tunuri. Armata era puțină, prost înarmată, cu moralul scăzut. În schimb ceea ce sărea în ochi și izbise neplăcut pe Carol era „luxul lipsit de gust, aurăria uniformelor ofițerești”. „La sfârșitul manevrei ofițerii sunt chemați la „critică”. Moralul armatei cată a fi și el ridicat. Prințul încearcă să dezbare oștirea de orice spirit de partid, e aspru dar drept, păstrează un contact strâns cu corpul ofițeresc și pretinde o disciplină severă. [...] Încet-încet, noua armată română se formează.” Tabăra armatei se va muta de lângă Cotroceni în 1869 fiind transferată pe malul Siretului, la Furceni (8 km Vest de Tecuci).

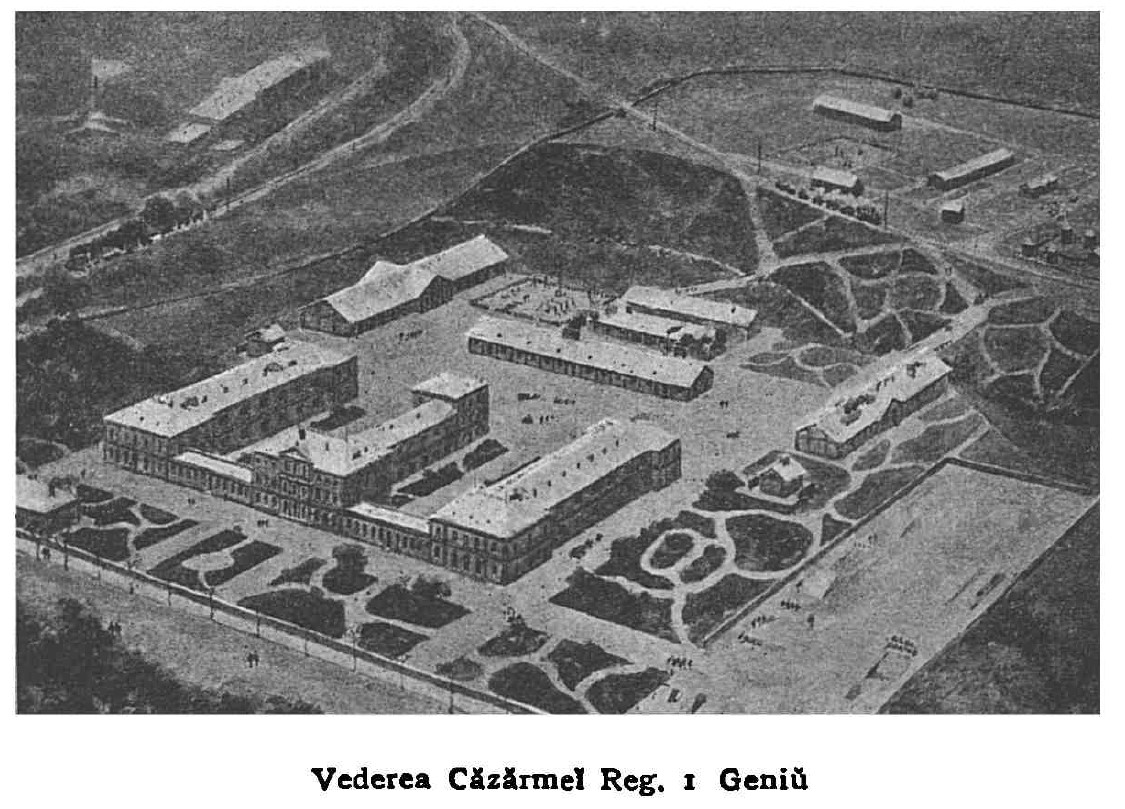
Cazarma Regimentului 1 Geniu a cărei construcție a început în 1875 cu pavilionul estic, continuată în 1876 cu pavilionul vestic, pavilionul central fiind ridicat în anul 1883. (sursa pozei: G. M. Ionescu, Istoria Cotrocenilor, Lupeștilor (Sf. Elefterie) și Grozăveștilor, ed. Toma Basilescu, 1902.)

Pe o parte din terenul eliberat de tabără și pe alte parcele expropriate, la limita nordică a platoului Cotroceni, se va stabili în baza unui Înalt Decret dat în 24 noiembrie 1873, Pirotehnia Armatei cu ocazia separării ei ca instituție distinctă de Arsenal. Instalată inițial în fostele depozite ale taberei de instrucție, primele construcții speciale au fost realizate în 1868 respectiv 1869: clădirea pompierilor și cea a companiei de pază, proiectate și ridicate în antrepriza talentatului constructor și arhitect român Dobre Nicolau (1821-1897) al cărui nume va fi strâns legat de toate construcțiile militare care se vor face pe platoul Cotroceni. Din acest moment putem considera că începe adevărata istorie modernă, industrială și edilitară, a zonei care în câteva decenii va devenii comuna și apoi cartierul Militari. Evoluția zonei va continua în anii următori, în 1875 fiind construit și dat în folosință primul corp din cazarma Regimentului de Geniu (pe locul în care se află astăzi Facultatea de Electronică, Telecomunicații și Tehnologia Informației a Politehnicii bucureștene, lângă statuia Eroilor Geniului) care până la sfârșitul secolului va primi ameliorări succesive și importante fiind înconjurată de „un parc frumos” și posedând un poligon pentru „lucrările [genistice] de vară”. La 27 iulie 1881 se înființează vis-a-vis de Pirotehnie „Atelierul de confecție, de croitorie și cizmărie” al armatei, etimonul a ceea ce ulterior va deveni APACA. Condus la înființare de cpt. Celereanu, acesta a asanat terenul ce era plin de gropi și de bălți și a plantat o grădină „cu diferite specii de arbori”. Dacă în primul an atelierul a funcționat cu 142 de oameni (o companie de administrație) făcând 165 de tunici, 165 de mantale și 240 de pantalon pe zi cu 20 de mașini de cusut Singer și 40 de fiare de călcat, un an mai târziu efectivul instituției ajunsese la 500 de oameni în paralel cu instalarea a două motoare cu abur fiecare cu o putere de 20 c.p. care puneau în mișcare prin curele de transmisie câte 31 mașini de cusut. În 1882 numărul obiectelor vestimentare confecționate s-a dublat față de anul anterior. În 1884 se ridică, în vecinătatea vestică a Atelierului de confecții, Depozitul de echipament al armatei (aici se depozitau și imprimatele armatei), „o clădire de zid colosală care a costat 115.000 lei” și care stă în picioare și astăzi îndeplinind aceeași funcțiune iar în 1885 se crează pe lângă stabilimentul de confecții o secție de cizmărie și un atelier de „reparat și galvanizat ustensilele de tablă și campament, bidoane, marmite, etc. cu 3 băi pentru diferiți acizi și 1 pentru cositor. Ultima structură militară înființată (1891) pe câmpul Cotroceni „în apropierea satului Militari” a fost Depozitul central de furaje și lemne al armatei ale cărei construcții vor fi ridicate până în 1895 pe locul numit „la cupole” aproximativ în zona fostei întreprinderi de legume-fructe Militari. Depozitul deținea 5 magazii de orz și 4 hambare pentru furaje. Individualizarea Depozitului Central de Muniții din Pirotehnie - era poziționat la vest de aceasta, pe locul de astăzi al parcului Iuliu Maniu-Fabricii - și împrejmuirea cu gard atât a acestuia precum și a Atelierelor de Confecții (1893), structuri care până la acest moment stăteau în câmp, neîmprejmuite, păzite doar de santinele (cazarma regimentului de geniu fusese împrejmuită în 1890) precum și plantarea a 566 de pomi de-a lungul arterei principale (acțiune începută la 18 octombrie 1895) au fost ultimele modificări majore ale peisajului urban al șoselei Bolintin înainte de ceea ce astăzi este intersecția Lujerului până după 1900. Un crâmpei din viața civilă a platoului Cotroceni la finele secolului al XIX-lea ne este adus în atenție cu ocazia exproprierii ultimiei parcele de la frontul șoselei nefolosite pentru sarcini militare. Astfel, în martie 1894, însușindu-și tot terenul dintre Depozitul de Echipament și Depozitul de Furaje (axa est-vest) și dintre șoseaua Bolintin și platoul de instrucție (axa nord-sud) armata motiva prin aceea că „acest teren aparținea unor locuitori care prin contactul lor cu trupele aduc pagube serviciului” pe acest teren existând 2 cârciumi ale locuitorilor Gheorghe Grigore și Niculae Niță precum și alte clădiri vechi, din nuiele. În cele două clădiri ale cârciumilor (cu 12 respectiv 6 camere, cu pivniți și coridoare) s-au instalat conducerea și compania de pază a Depozitului Central de Muniții, celelalte clădiri fiind vândute la licitație. Pe acest teren după 1910 se va construi cazarma Regimentului 40 infanterie care astăzi găzduiește printre altele și Serviciul Muzicilor Militare.

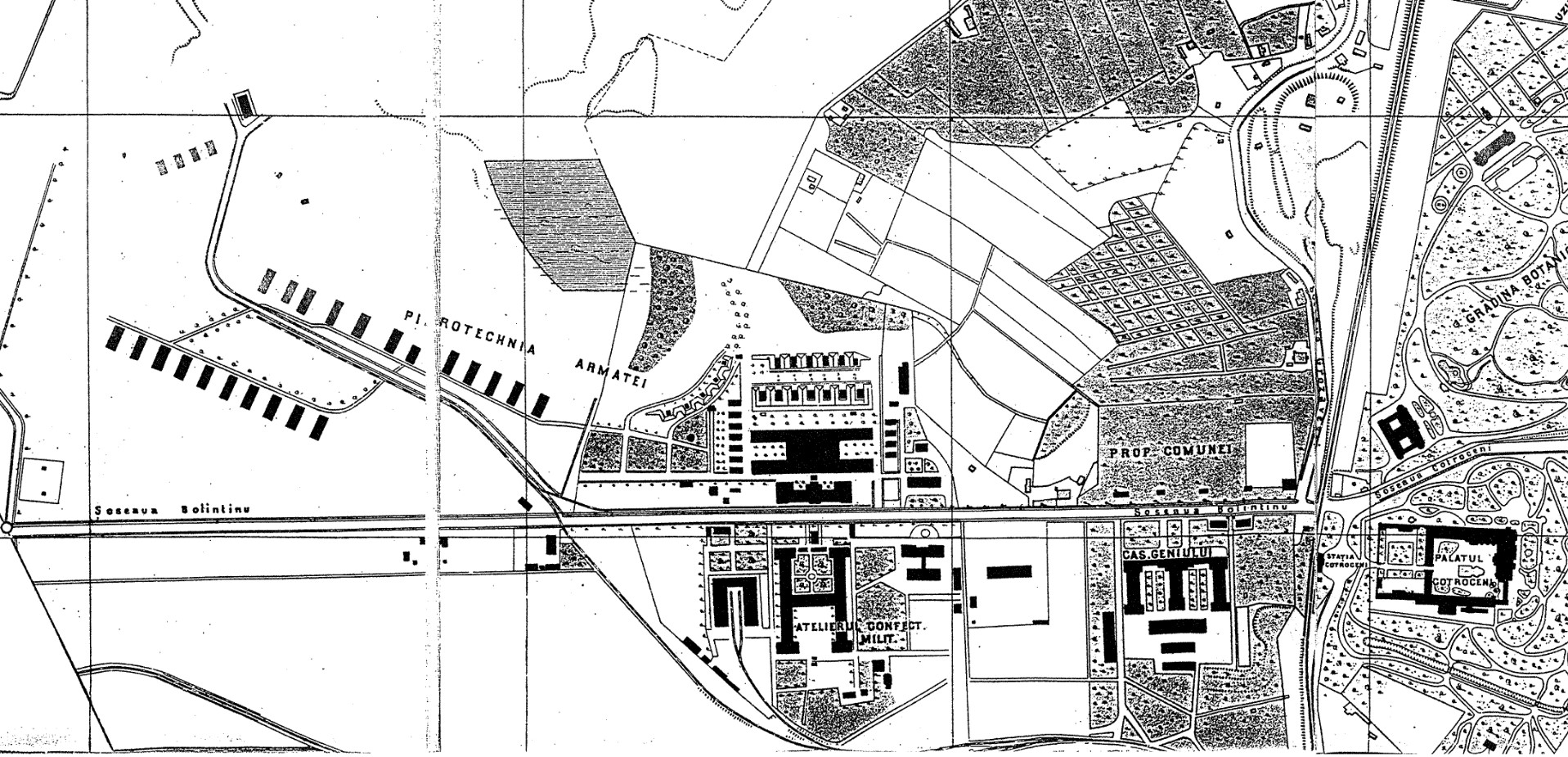
Instituțiile militare de pe platoul Cotroceni, de-a lungul șoselei Bolintin, pe la 1891-1895.

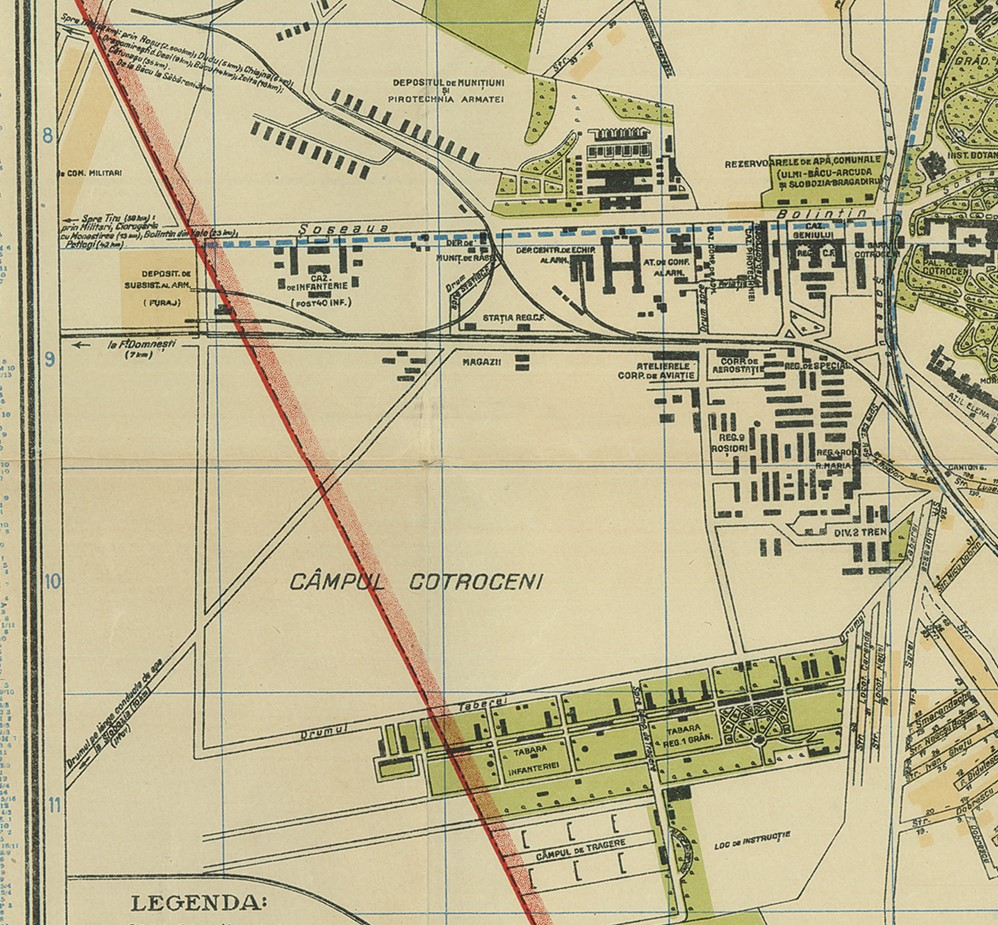
Stabilimentele militare de pe platoul Cotroceni pe la 1920.

Dar platoul Cotroceni, parte a actualului cartier Militari cuprindea mai mult decât frontul șoselei Bolintin. Spre sud, până la limita cu Drumul Domneștilor (actualul bd. Ghencea) se afla câmpul de instrucție al armatei, „Câmpul Cotroceni” parte și el, înainte de 1863 a fostei moșii de vatră a mănăstirii Cotroceni. Pe acest câmp la 1881 sau 1882 se mută bălciul Sfintei Marii de la Cotroceni care până pe la 1878 se ținea chiar în poarta mănăstirii. Cu ocazia ediției din 1884 a acestui bâlci arendașul moșiei, Athanase Economu este despăgubit de primărie cu 250 lei pentru stricăciunile cauzate de participanți.
Instalarea atâtor structuri militare specializate de importanță națională de-a lungul șoselei Bolintin după 1860 și aflarea în proximitate a palatului Cotroceni, reședință regală, au făcut ca în dezvoltarea zonei un rol important să revină căii ferate. Inaugurarea la 13 decembrie 1872 a căii ferate Gara de Nord-Gara Filaret și a stației Cotroceni care servea „exclusiv pentru palatul princiar de la Cotroceni”, instalarea lângă palat a Regimentului 1 Geniu care avea în primă fază, o companie de căi ferate precum și inițierea lucrărilor la centura de fortificații a Capitalei (în iarna 1884/1885 s-au început forajele de cercetare pe amplasamentele viitoarelor forturi) a dus la construirea în 1885 de către compania de căi ferate din regimentul de geniu a liniei ferate de pe platoul Cotroceni „necesară instalației cupolelor ce au fost aduse pentru experiență”. Dată fiind denumirea „la cupole” dată zonei viitorului depozit de furaje al armatei (zona fostei Întreprinderi de legume-fructe Militari și a hypermarket-ului Cora Lujerului) și existența până în prezent a străzii Cupolei după intersecția Lujerului, la sud de bd. Iuliu Maniu, putem să considerăm că această primă cale ferată de pe platoul Cotroceni se oprea la 1885 undeva în zona numită astăzi Lujerului. Dezvoltarea feroviară a zonei continuă însă cu transformarea companiei de căi ferate a regimentului de geniu în batalion de căi ferate prin Înaltul Decret 15 din 8 ianuarie 1887, cu construcția în 1895 a remizei de locomotive din curtea regimentului „făcându-i-se și un canal pentru curățirea locomotivelor” atingând apogeul cu extinderea liniei, în august-noiembrie 1896, până la „bateria 17-18”, adică până la centura Capitalei „completându-se astfel rețeaua c.f. a cetății București, legându-se linia forturilor cu stabilimentele militare din Capitală”. Tot cu această ocazie, în toamna lui 1896, se instalează și linia telefonică permanentă între Ministerul de Război, Corpul II Armată, Arsenal și stabilimentele de pe platoul Cotrocenilor. 
O relatare interesantă despre viața și cele ce se întâmplau pe platoul Cotroceni la cumpănă secolelor al XIX-lea și al XX-lea ne-a lăsat generalul Radu R. Rosetti în Memoriile sale:
„Când eram la batalion făceam instrucție, după tipicul arătat, în mica parte de curte ce ne era dată nouă și în partea de jos unde este acum stadionul ONEF. Acolo se făcea ordinea strânsă, acolo (într-un spațiu de cca. 100/250 metri se exercitau patru companii) se făceau desfășurări în trăgători, serviciul în campanie și lucrări de fortificație pasageră. În timp de un an și jumătate cât am fost la București am făcut numai două marșuri cu batalionul, unul până la Militari și celălalt la Bragadiru și nici o manevră cu alte trupe. Marșuri nu se puteau face pentru că, din cauza serviciului în garnizoană rămânea puțină vreme pentru cealaltă instrucție și pentru că părăsirea garnizoanei nu se putea face decât cu autorizarea comandamentelor superioare; acestea însă nu erau bucuroase să fie deranjate din liniștea lor. Cât despre exerciții cu arme combinate - afară de epoca manevrelor - nimeni nu se gândea la așa ceva. Cu toate că pe câmpul Cotroceni erau unități de toate armele. În schimb am luat parte la multe parăzi (10 mai, 28 noiembrie, 6 ianuarie, Paște) ale căror pregătiri cereau foarte mult timp. Cum se făcea primăvara mergeam de făceam instrucție pe câmpul neted al Cotrocenilor unde veneau și celelalte trupe ale garnizoanei. Tot la Cotroceni, la poligonul garnizoanei, făceam ședințele de tragere [în vecinătatea nordică a cimitirului Ghencea - n.n.] în condiții superioare celor de la Sinaia dar încă departe de ceea ce ar fi trebuit să fie. [...] Primăvara ne-am mutat din cazarmă în barăcile de la Cotroceni în care condițiunile de trai ale trupei erau mai rele ca în cazarmă.”
Pentru situația de la vest de „hotarul Detcoiului” (aprox. Virtuții-Lujerului) datele nu sunt așa de bogate. În planul din 1876 al moșiei statului „Vatra mănăstirii Cotroceni” terenul respectiv, de la Dâmbovița (la nord) și până înspre Calea Rahovei (șos. Craiovei), dincolo de Prelungirea Ghencea (la sud) este marcat în bloc ca fiind „moșia Ciurelu”. În iulie 1883, în conformitate cu Legea pentru înstrăinarea unor părți din bunurile statului dată la 12 aprilie 1881, statul român vinde o bucată izolată din moșia Ciurel „trup izolat din corpul principal al proprietății prin delimitarea însurățeilor din noua comună Militari (...) situat în comuna Roșu, (...) 43 hectare” delimitată la nord de Dâmbovița. Este cea mai veche mențiune a comunei Militari pe care o cunoaștem. Zece ani mai târziu, în mai-iunie 1891, Ministerul Agriculturii scoate la vânzare cele două parcele de teren care se învecinau la nord respectiv la sud de șoseaua Bolintin cu „moșia statului Cotroceni”. Ambele erau locuri virane, cel din nordul șoselei având 5 ha și învecinându-se la vest și la nord cu „locuri de casă” ale diferitor locuitori (Ion Ioniță, Alex. Bărbulescu, C-tin. Radu, Marin Gheorghe, Marin Borcea, etc.) iar cel de la sud de șosea în suprafață de 1 ha învecinându-se la sud cu „rezervele mai multor însurăței împroprietăriți în comuna Militari”. Valoarea celor două locuri virane era de 5600 lei pentru cel de la nord de șosea și 850 lei pentru cel din sudul șoselei Bolintin.
În 1901, Marele Dicționar Geografic al României suprinde ceea ce reprezenta comuna Militari la acel moment. Aparținând de plasa Snagov a jud. Ilfov, „la vest de București, 7 km între oraș și forturi” prin mijlocul comunei era dată ca trecând „șoseaua județeană București-Oltenița” iar legătura cu comuna Roșu făcându-se printr-o „șosea vecinală”. Suprafața comunei era de 1182 ha din care 889 ha aparțineau însurățeilor („delimitarea însurățeilor” și la nord și la sud de „șoseaua națională București-Bolintin-Pitești”), 43 ha se găseau în proprietatea lui I. I. Machedon iar restul de 250 ha „s-au cumpărat în loturi de mai mulți locuitori. Comuna avea o populație de 584 oameni (10 cârciumari, 138 împroprietăriți și 5 neîmproprietăriți) și o școală mixtă cu 32 elevi și 9 eleve. Din punct de vedere economic existau o fabrică de cărămidă și o moară de apă iar locuitorii dețineau 69 cai, 87 boi, 34 vaci, 14 bivoli, 264 oi și 56 porci. Inventarul agricol era format din 47 pluguri (40 cu boi și 7 cu cai) și 65 care și căruțe (42 pentru boi și 23 pentru cai). 
Constituită cel mai probabil prin împroprietărirea însurățeilor pe baza Regulamentul pentru executarea articolelor 5 și 6 din Legea rurală (1864), regulament promulgat la 14 iunie 1878, comuna Militari se va remarca până la începutul secolului al XX-lea printr-o viață suburbană de parazitare socio-economică a orașului și de căpătuire, de stratificare, prin mijloace ilegale. Dacă la jumătatea anului 1901 comuna pierdea propriul proces intentat Societății „Steaua Română” prin care cerea acesteia din urmă acciză pentru depozitul de petrol instalat pe teritoriu „în zona fabricii de cărămidă” care înmagazina petrolul „necesar pentru consumațiunea din București”, la finele lui 1905, de la tribuna Camerei Deputaților se cerea Ministerului de Interne să clarifice situația târgului de vite și oborului înființate ilegal „în comuna Militari, lângă orașul București, care fură Primăriei Capitalei 100.000-150.000 lei/an”, târg și obor care „a desființat în mod ilegal vechiul târg de vite de pe platoul Dealu Spirei. [...] Acolo” remarcă deputatul I. A.Brătescu „se încasează taxe pentru bilete care se eliberau contra regulilor de administrație, pentru vitele aduse din toată țara.” Deputatul cerea ministrului de resort să-i pună la dispoziție dosarele „acestei comune care a îndrăznit ca fără autorizație să îmbogățească pe un locuitor de acolo și să sustragă Primăriei Capitalei 100.000-150.000 lei în câțiva ani de zile.” O lună mai târziu, la 14 ianuarie 1906, același deputat venea cu un supliment la interpelarea sa cerând informații despre „câte bilete de vânzare de vite s-au dat comunei Militari, cine le-a întrebuințat și unde sunt sumele încasate și dacă biletele nu s-au încredințat unui particular Dumitrescu-Militari care le-a vândut în folosul său pe un preț exorbitant, fără nici un contract.” Trebuie menționat că acest târg ilegal de vite exista încă din anul 1902, „Raportul general asupra serviciului sanitar veterinar din România între 1898 și 1904” menționând că la 24 ianuarie 1903, în contextul epidemiei de febră aftoasă „târgurile neautorizate, în special târgul din comuna Militari și Bolintinul din Vale, vor fi suprimate” O altă problemă a comunei la acest început de secol o reprezenta imposibilitatea vânzării și cumpărării pământurilor de către locuitori acestea fiind primite în baza legii agrare din 1864 și, ca atare, declarate ca inalienabile, „scoase din comerț” de către Înalta Curte de Casație și Justiție printr-o sentință din 1905 dată ca urmare  a judecării unui litigiu dintre doi săteni din Militari. Pentru reglementarea acestei situații care frâna mobilitatea și dezvoltarea socio-economică la nivelul întregii țări, în Camera Deputaților se propune în mai 1906 un proiect de lege (al aceluiaș deputat I. A. Brătescu) „prin care cerem ca locurile din comuna Militari situate între șos. Filantropiei, șoseaua care duce la Puțul lui Crăciun și șoseaua Crângași, cedate foștilor clăcași după legea din 1864, să se declare alienabile. Cum și guvernul cunoaște chestiunea aceasta” adăuga legiuitorul „și o tratează de mulți ani, cred că se va rezolva acum”. Cu toate că, la 4 martie 1906, se primea la Cameră  „petițiunea mai multor locuitori din comuna Militari, județul Ilfov, prin care cer să nu se voteze proiectul de lege prin care se declară alienabile pământurile ce au dobândit conform legii rurale, până ce nu se va face o anchetă spre a se cunoaște adevărata stare de lucruri”. Se remarcă din citatul de mai sus că la acest moment comuna Militari se întindea până la bd. Ion Mihalache de astăzi (atunci șos. Filantropiei).
La 23 mai 1906 Parlamentul modifica structura comunelor ilfovene pentru a elimina necesitatea grupări acestora în cercuri. Această modificare survenea ca urmare a dezvoltării respectivelor așezări și a depășirii pragului de 8000 lei venit anual pentru fiecare dintre ele. Cu această ocazie, în actul normativ se prevedea situația comunei Militari ca fiind constituită din satele Militari și Grivița și din cătunul Ciurelu și făcând parte din plasa Dâmbovița cu reședința la Pantelimon. „Comuna Roșu-Chiajna” era menționată la acest moment ca fiind compusă din satele Roșu, Catanele, Giulești-Țigănia, Chiajna, Dudu, Giulești-Sârbi, Rudeni și din cătunele Bojia, Crângași, Fundu-Crângași, reședința comunei fiind la Roșu.
Din punct de vedere social și cultural urme ale unor inițiative meteorice sunt prezente în publicațiile începului de secol XX. Analele Academiei Române pe anul 1905 ne informează că în 1904 intraseră în colecțiile Bibliotecii Academiei Statutul Băncii Populare „Speranța” din comuna Militari precum și o publicație a comunei numită „Vocea comunei Militari” apărută cu numărul 1 (an I) chiar în 1904. Începând cu 1908 se mai găsea în Militari și revista „Tribuna Învățătorilor” subintitulată „organ al corpului didactic primar rural din România”. Din 1913 redacția acestei reviste se va muta în com. Rotopănești, jud. Suceava dar direcțiunea va rămâne pe mai departe în Militari.

### Perioada contemporană
După primul război mondial, prin „Legea pentru organizarea municipiului București” (februarie 1926) comuna Militari a trecut din subordinea administrativă a județului Ilfov în aceea a municipiului București, ca comună suburbană sub autoritatea prefectorială a primarului general al Capitalei. Cu ocazia dezbaterilor parlamentare la această lege D. R. Ioanițescu, deputat de Ilfov, atrăgea atenția asupra condamnării la subdezvoltare și lipsirii de autonomie a comunelor suburbane din interiorul inelului de fortificații al Bucureștilor prin înfeudarea lor față de „sectorul I, al finanței, al oamenilor subțiri, central, căruia i s-au alipit bucăți din artiere industriale sau rurale”:
„ Toate veniturile acestor comune, în urma modificărilor din legea impozitelor, mare parte din ele au trecut la Stat, iar Statul le varsă județului. Acum merg la Primăria centrală. Care este garanția că dvs. veți îngriji și în ce limite veți îngriji de gospodăria acestor comune? [...] Dvs. spuneți - în proporția bugetelor lor. Și dacă nu au bani rămâne șoseaua bună într-o comună și rea în alta? Unde este acea rețea de pavaje, de canalizări de tot felul și îmbunătățiri care se găsesc în jurul marilor orașe din Occident și care se suportă și de Capitală și de Stat din bugetul general? Nu reiese din această lege nici măcar sâmburele unei îmbunătățiri de gospodărie în situațiunea acestor comune. [...] Este imposibil să te duci cu un automobil pe marginea Bucureștiului, multă vreme pe ploi căruțele întră în noroi aproape până la bucea. Din toamnă până în primăvară județul este paralizat economicește. Dvs. știți, la Chiajna, un sat cu renume, la 6 km distanță, dintr-însul nu se poate ieși în momentul de față [3 februarie 1926 - n.n.] și așa se prezintă la toate comunele paralizie completă. Dați impresia [din lege - n.n.] că Bucureștiul nu este înconjurat de o sălbăticie de zece comune. [...] Trebuie să creăm o viață socială, economică și politică a Bucureștiului și din comunele suburbane care vor cuprinde în sânul lor pe muncitorii din fabrici și uzine. [...] Comunelor suburbane nu le mai rămâne decât un primar de paie care este pus la dispoziția primarului Bucureștilor, alesul sectorului I, a cărui atribuțiune principală va fi să se milogească să i se dea ceva și pentru comuna lui. [...] Se crează o categorie intermediară între pământurile rurale (inalienabile) și cele urbane (alienabile). Cele suburbane. Sunt sau nu alienabile? Expunerea de motive semnată de dl. I. I. C. Brătianu spune că întreaga Capitală se întinde până la linia forturilor. Din acest moment ar trebui să înceteze inalienabilitatea teritoriilor acestora. [...] Periferiile vor deveni cartiere industriale - pe ele se vor clădi fabrici - și în jurul fabricilor locuințele lucrătorilor. Ori, dacă sunt inalienabile, nici fabricile, nici lucrătorii nu pot deveni proprietari și veți pune o barieră în calea progresului industrial.”
Anii următori ai perioadei interbelice au validat observațiile deputatului D. R. Ioanițescu din februarie 1926. Dări de seamă ale Primăriei Sectorului IV Verde căreia îi era subordonată și comuna Militari, lucrări encomiastice publicate în 1929 și în 1936 ignoră aproape cu desăvâșire până și existența comunelor suburbane dedicându-se doar realizărilor edilitare din spațiul urban al Capitalei. Doar în albumul din 1936 se face referire, în cadrul unor tabele, la cei 600.000 lei alocați de primăria Sectorului IV Verde în 1932, 1935, 1936 (câte 200.000 lei/an) pentru construirea „școalei din Com. Roșu/Militari”. 
Dacă în 1906 în componența comunei Militari intra și satul Grivița și cătunul Ciurel, limita acesteia fiind șos. Filantropiei, cândva, înainte de 1926, sub unul dintre mandatele de prefect de Ilfov ale fruntașului național-liberal Ilie Niculescu-Dorobanțu, Militarii pierd partea de nord a teritoriului prin individualizarea comunei Grivița din contopirea satelor Bucureștii Noi, Grivița, Puțul lui Crăciun și Chitila Triaj. Tot înainte de 1926 comuna Militari pierde și zona Giulești prin transformarea „cătunului Principele Carol, comuna Militari” în „comuna Principele Carol, (cu denumirile ulterioare „comuna Regele Mihai I” (1927-1930) și „comuna Marele Voievod Mihai” (1930-1940).

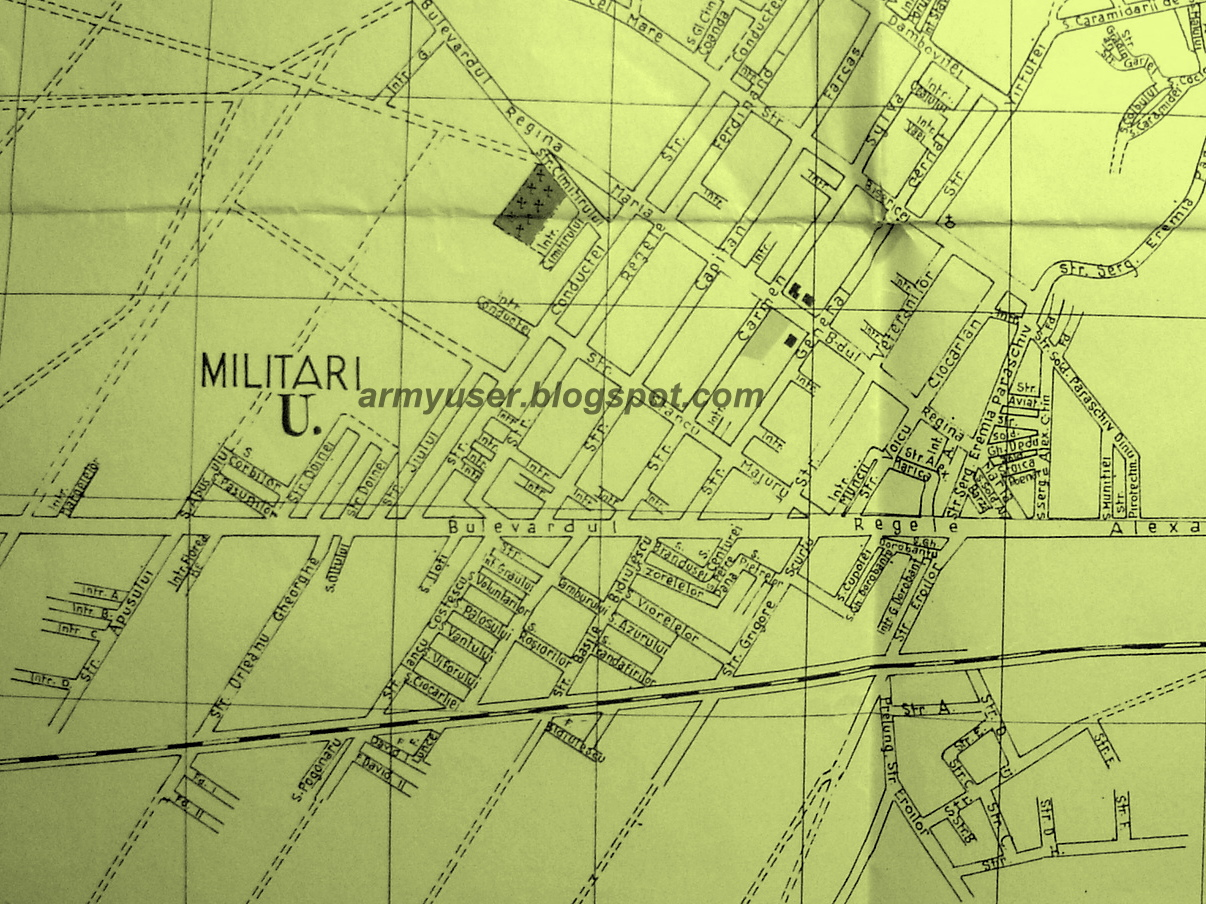
Străzile comunei Militari după campania de redenumiri din primăvara lui 1941. Sursa:

Din punctul de vedere al populației, dacă Marele Dicționar Geografic ne indică pentru anul 1901, 584 de locuitori ai comunei Militari, în 1930 numărul acestora ajunsese la 8093 „populație statornică” pentru ca 11 ani mai târziu, la 6 aprilie 1941, populația comunei să fie de 11.634 oameni și 2081 clădiri. Aceasta era printre cele mai slabe creșteri demografice dintre comunele suburbane ale Bucureștilor, între 1930 și 1941 populația totală a suburbanelor bucureștene crescând de la 72.549 locuitori la 187.535. Recensământul de la 25 ianuarie 1948 vine să confirme această tendință submediocră de creștere prin vehicularea unei populații de 15.492 locuitori și 2830 clădiri. Probabil una din cauzele de prim rang ale acestui ritm foarte lent de dezvoltare a comunei era proasta întocmire edilitară, proasta infrastructură a localității care făcea ca - în 1948 -  62,7% dintre clădirile comunei să fie construite din paiantă și lemn și doar 36,4% din cărămidă, piatră sau beton. Tot cu ocazia recensământului din ianuarie 1948 aflăm din cele 3320 „corpuri de casă” ale comunei doar 351 (10%) erau concetate la rețeaua de curent electric și doar 3 dispuneau de apă curentă, canalizarea fiind inexistentă.
Edilitatea comunei Militari a fost precară pe tot parcursul existenței autonome a acestei localități. În decembrie 1935 comuna nu dispunea un plan de sistematizare, acesta nefiind încă elaborat iar dacă Legea privind organizarea mun. București din februarie 1926 interzicea prin art. 12 „orice parcelări pentru construcții în zona comunelor suburbane până la linia forturilor, în afară de vatra satului” noi străzi și cvartale au apărut în deceniile trei și patru „înființate peste noapte prin parcelarea clandestină a terenurilor agricole din marginea orașului” purtând „denumiri nepotrivite, adesea comice, isvorâte din fantezia parcelatorilor sau graba locuitorilor de a da denumiri unor străzi fără hram”. Înființată la 19 martie 1941, Comisia de Nomenclatură a Primăriei mun. București (prevăzută în Regulamentul de nomenclatură al Capitalei publicat încă de la 11 iunie 1920), în a patra ședință ținută la 9 aprilie 1941 a hotărât asupra redenumirii străzilor din comuna suburbană Militari păstrând denumirea unor străzi precum: Apusului, Azurului, Bisericii, Basil Bidiulescu (primul învățător al comunei, astăzi str. Răsăritului), Cupolei, Conductei, Centurii și schimbând denumirea altora: Ramses (redenumită „Grigore Scurtu” - membru în primul consiliu comunal, astăzi - „Drumul Timonierului”), Octavian August (redenumită „Eroilor”, astăzi - „Lujerului”), Vestalelor (redenumită „Veteranilor”), Turcoazelor (astăzi „Zorelelor”), etc. În urma activității comisiei mai rămâneau la nivelul comunei Militari „36 de străzi nerecunoscute” pentru care „formele de perfectare a denumirii propuse se vor efectua pe măsura  legalizării situației străzilor respective în raport cu planul de sistematizare al acestei comune suburbane”.
Publicarea regulamentelor comunei, la 4 octombrie 1942, a fost un alt pas important în procesul de modernizare edilitară. Cu această ocazie se stabilesc criteriile pentru oferirea serviciilor monopolizate de: pază comunală, vidanjă, iluminat și pentru „serviciul care poate fi declarat obligatoriu de către comună și care are caracter de monopol” de colectare a gunoiului. Se stabilea cu această ocazie că proprietățile situate pe străzile iluminate electric vor plăti o taxă de 1% din valoarea locativă, cele de pe străzile iluminate cu felinare cu gaz, lămpi Petromax sau lămpi Olso vor plăti 0,5% din valoarea locativă iar celelalte proprietăți ai căror locuitori folosesc drumurile comunale iluminate vor fi taxați cu câte 100 lei/an. Se mai hotăra că „în scopul de a se amortiza o parte din investițiunile făcute pentru introducerea curentului electric în comună, fiecare proprietar care introduce lumină electrică în imobilul său” va fi taxat cu o contribuție de 1000 lei la introducerea luminii electrice. Paza comunală urma a fi asigurată de 16 „guarzi comunali” angajați cu contracte de 3 ani, organizați militărește și puși sub supravegherea șefului unității locale de jandarmi. Se instituia cu publicarea regulamentelor comunei și obligativitatea pentru fiecare locuitor a curățării latrinelor cel puțin o dată la 6 luni, a zoieleleor cel puțin o dată/an, iar closetele urmând a fi curățate „atunci când haznalele betonate nu mai funcționau sau când nu mai au comunicație cu puțurile absorbante. Serviciul de vidanjă fiind monopol al comunei se interzicea locuitorilor curățarea latrinelor, closetelor sau zoielelor cu mijloace proprii sau cu lucrători angajați. Se instituia cu această ocazie și obligativitatea abonării tuturor locuitorilor la serviciul de colectat gunoaiele și se interzicea locatarilor aruncarea gunoaielor menajere în fața curților, locuințelor, grădinilor sau în împrejurimi precum și de a „ține gunoaie sau murdării de orice natură care prin mirosul lor ar vătăma sănătatea publică.”

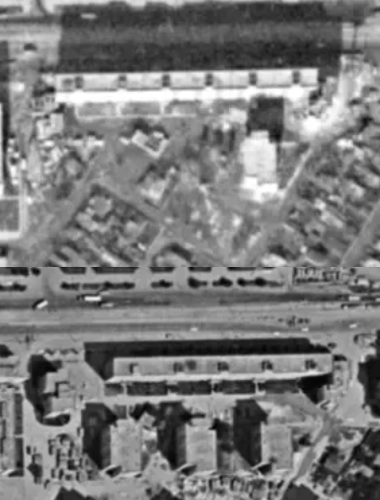
Blocul OD16 văzut din satelitul Hexagon înainte și după cutremurul din 1977

Aceste evoluții organizatorice precum și unele lucrări de infrastructură cum ar fi lucrul la prelungirea liniei de tramvai de la Cotroceni „pe bulevardul Regele Alexandru până la comuna suburbană Militari” menționate în presa vremii la 8 noiembrie 1942 au premers transformarea Militarilor, pentru o perioadă de doar câțiva ani, în oraș. Astfel, la 23 februarie 1943 , apare în Moitorul Oficial decretul-lege privind „transformarea regiunii suburbane a municipiului București” care stipula la articolul 1.b că „comunele suburbane [...] Militari cu satele Militari și Cocioc [...] se declară comune urbane - orașe nereședință de județ - cu denumirea de [...] Militari. Cu această ocazie comunele urbane și rurale din jurul Capitalei începeau să formeze „o circumscripție administrativă și de control separată atât de județul Ilfov cât și de mun. București, sub conducerea unui pretor” și aflată sub tutela directă a Ministerului de Interne. Urbanizarea Militarilor nu avea să fie însă un proces ușor, corupția endemică care caracteriza societatea românească burgheză neputând fi eradicată în câțiva ani sub guvernarea patriotică a Mareșalului Antonescu. „Scânteia” din 4 octombrie 1944 ne relevă în acest sens „Cum s-au patronat lucrările de pavaje  [...]” și „Cum s-a ținut licitația în comuna Militari”:
„ După cum scriam în articolul precedent, pentru ca să se fure cu forme din „fondul comun” al Ministerului de Interne trebuia ales primarul și antrepriza. Pentru alegerea primarului avea grijă primul pretor M. Pațac care sub masca unei severități duse la exces ascundea cel mai abil jefuitor al banului public. În comuna Militari, căreia i se aprobase 60 de milioane din „fondul comun” pentru lucrări de pavaje, primul pretor a avut de complice pe primarul Alexandru Cernat, avocat și versat în afaceri de jaf din banul public, deoarece chiar în timpul primariatului său a susținut la Curtea Administrativă procesul cu panamaua de la Cooperație. Am spus că pentru alegerea primarilor se pricepea pretorul Pațac, iar pentru alegerea antreprenorilor se pricepea de minune avocatul Cernat. Se prezentau antreprize serioase la primărie pentru consultarea caietelor de sarcini, dar erau încuiate în sertarele notarului iar acesta, ca și primarul, lipseau intenționat de la primărie  pentru ca antreprenorii să nu poată cunoaște condițiile. Pe la jumătatea lunii aprilie [1943] s-a șinut licitația în cabinetul primarului. Participa „Tehnica  minieră” - cea mai mare de acest gen din țară și Întreprinderile Davidescu. Din partea clicii de la Ministerul de Interne participa omul ales de primar, Mihail Rotaru, a cărui ofertă a fost aleasă. Inginerul Bolintineanu, reprezentantul „Tehnicii Miniere” s-a exprimat în plină ședință către primarul Cernat că îi pare rău pentru comuna Militari că nu are posibilitatea să i se paveze străzile de către societatea sa deoarece majoritatea drumurilor din țară au fost executate în mod ireproșabil de „Tehnica Minieră” și că în condițiile luate de inginerul Rotaru este imposibil ca lucrările să fie serioase și duse la bun sfârșit. Lucrarea s-a executat mizerabil așa că după mai mult de un an de la executarea ei, nici un reprezentant tehnic al Ministerului de Interne nu se încumetă să se prezinte la recepția definitivă cu toate că expiră termenul legal iar întregul ansamblu al lucrărilor a fost lăsat baltă înainte ca ele să fie nici pe jumătate terminate.”
Noile autorități comuniste au fost instalate în Militari în lunile octombrie-noiembrie 1944. La 1 octombrie, organizația PC(d)R pe Capitală „mobilizează populația muncitoare din comuna Militari - din care o mare parte era formată din salariați ai întreprinderilor din București - la instalarea unor autorități democratice. Se alege noul primar și consiliul comunal, se stabilesc măsuri de luat în primă urgență: destituirea elementelor vechiului regim din administrația comunallă, înființarea unei cantine pentru copiii săraci, procurarea de gaz și lemne de foc pentru populație și renovarea școlii.” La 26 noiembrie Primăria mun. București ratifica alegerile din Militari și confirma ca primar pe Theodor Ștefănescu și ca ajutor de primar pe Constantin Ionescu.
Cartierul Militari este un cartier vechi, fostă comună, care și-a păstrat aspectul rural până în anii '70, deoarece cuprindea preponderent case, acestea fiind treptat demolate pentru a se face loc blocurilor cu zece etaje. Primul șir de blocuri a fost dat în folosintă în anul 1966 și include, printre altele blocurile 22, 21, 20 de pe latura nordică a bulevardului Iuliu Maniu (fost Păcii).

## Administrație și economie
Din punct de vedere al spațiului verde, cartierul Militari nu stă foarte bine. Aici există câteva parcuri mici, dar care sunt mai degrabă locuri de joacă. Singurul parc mai mare este Parcul Politehnicii.

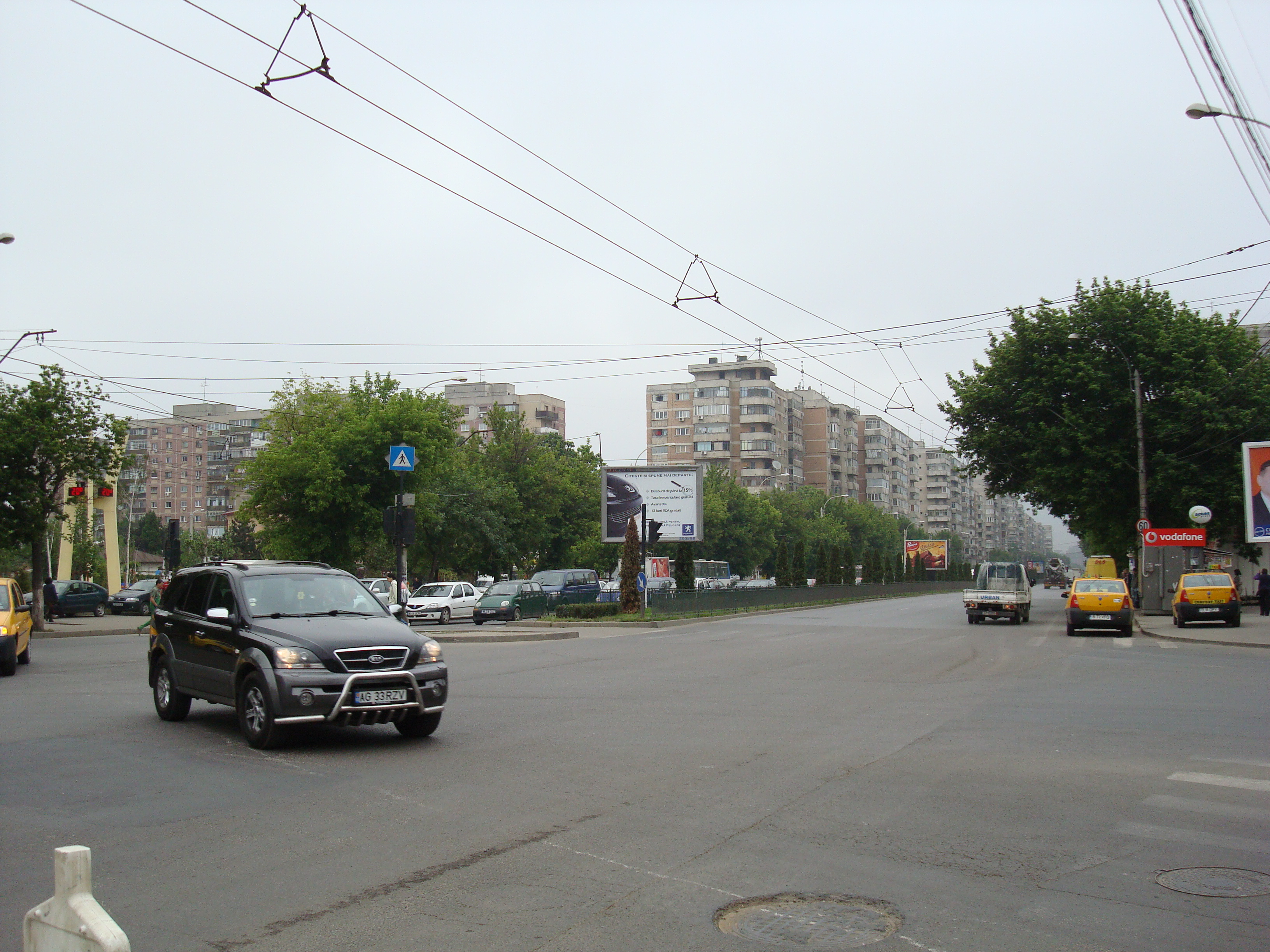
Bulevardul Iuliu Maniu, mai 2008

În cartier există trei piețe (Apusului, Gorjului și Veteranilor), o secție de poliție și un birou de constatări accidente ușoare, 8 grădinițe, 9 școli generale, două licee, două grupuri școlare și Universitatea Politehnică. De asemenea, în cartierul Militari este amplasat și complexul studențesc Leu. În prezent, cartierul Militari dispune de toate utilitățile necesare (apă, canalizare, gaze, telefon, internet), iar infrastructura rutieră a fost modernizată.
Cartierul Militari are avantajul de a beneficia de foarte multe centre comerciale. Este vorba despre complexul comercial Sir, Cora Lujerului, Carrefour Militari, Metro Militari, BricoDepot Militari (fost BricoStore Militari), Praktiker Militari, Hornbach Militari, Mobexpert Militari, Kaufland Militari si Auchan Militari. De asemenea, mall-urile Plaza România si AFI Palace Cotroceni sunt situate în cartierul Militari. Alte avantaje ale acestui cartier sunt rețelele de transport STB și Metrorex. Astfel, prin zona centrală a cartierului trece o linie de tramvai deservită de STB pe traseul 41, prin zona sudică trece tramvaiul 25, iar prin zona estică trec tramvaiele 1, 10 și 11. În afară de aceasta este traversat de troleibuze și autobuze care fac legătura cu alte zone din București, inclusiv cu centrul Capitalei. Pe teritoriul cartierului Militari se află 6 stații de metrou.
Unul dintre dezavantajele cartierului Militari este zgomotul. Conform unei hărți acustice a Capitalei, în cartierul Militari se înregistrează circa 70 de decibeli, aceasta fiind și media pe București. De asemenea, Militariul este un cartier destul de prăfuit, din cauză că aici se construiește foarte mult. Printre ansamblurile rezidențiale care au fost ridicate cât ai clipi se numără West Park, Quadra Place, Sema Park, Ten Blocks, Primăvara Lujerului, Militari Residence.

## Parcuri
- Parcul Valea Cascadelor
- Parcul Industriilor
- Parcul Politehnicii
- Parcul Iuliu Maniu
- Parcul Păcii
- Parcul Liniei

## Ansambluri rezidențiale

Pasajul Lujerului iarna

- West Park
- Quadra Place
- Quadra2
- Sema Parc
- Ten Blocks
- Primăvara Lujerului
- Avangarde Rezidențial
- Rotar Park Residence
- 21th Residence
- Plaza Residence

## Instituții de interes public
- Universitatea Politehnica din București
  - Complexul studențesc Leu
- Școala Generală nr. 117 - str. Fabricii
- Școala Generală nr. 142 - str. Centurii
- Școala Generală nr. 157 - str. Hanul Ancuței
- Școala Generală nr. 160 - str. Ghirlandei
- Școala Generală nr. 174 - str. Dezrobirii
- Școala Generală nr. 198 - str. Apusului
- Școala Generală nr. 156 - str. Dealul Țugulea
- Școala Generală nr. 309 - str. Moinești
- Școala Generală nr. 310 - str. Dezrobirii
- Colegiul Tehnic "Petru Maior"
- Liceul Teoretic "Tudor Vladimirescu", situat pe Bd. Iuliu Maniu nr. 15 la o stație distanță înspre centru de la Lujerului
- Liceul Economic "Costin C. Kirițescu", situat pe Str. Peștera Dâmbovicioara nr. 12, lângă Sir
- Grupul Școlar Auto "Iuliu Maniu", situat pe Bd. Iuliu Maniu nr. 381-391, la ieșirea spre autostrada A1
- Grupul Școlar Industrial "Petru Poni", situat pe Bd. Preciziei nr. 18
- Piața Gorjului - situată în vecinătatea școlii nr. 174
- Piața Veteranilor - situată în vecinătatea școlii nr. 156
- Oficiul Poștal Nr. 16 - zona Veteranilor (Bd. Iuliu Maniu nr. 100)
- Oficiul Poștal Nr. 76 - zona Păcii (Valea Cascadelor nr. 2-4)

## Centre comerciale

Bulevardul Iuliu Maniu

- Arabesque Militari - Complex comercial
- BricoDepot Militari (fost BricoStore Militari) - Complex comercial pe Bd. Iuliu Maniu
- Carrefour Militari - Hypermarket situat în apropiere de Autostrada București - Pitești în exteriorul Șoselei de Centură
- Cora Lujerului - Hypermarket situat la intersecția Bd. Iuliu Maniu - Str. Lujerului
- Hornbach Militari - Complex comercial situat în apropiere de Autostrada București - Pitești în exteriorul Șoselei de Centură
- Metro Militari - Hypermarket tip cash&carry pe Bd. Iuliu Maniu
- Militari Shopping - centru comercial pe Bd. Iuliu Maniu
- Mobexpert Militari - Complex comercial pe Bd. Iuliu Maniu
- Plaza Romania - Complex comercial de tip mall la intersecția Str. Lujerului - Bd. Timișoara
- Auchan Militari - Complex comercial pe Bd. Iuliu Maniu
- Praktiker Militari - Complex comercial pe Bd. Iuliu Maniu
- Kaufland Militari - Hypermarket situat la intersecția Str. Valea Cascadelor cu Bd. Preciziei
- Sir - Complex comercial situat lângă Pasajul Lujerului
- KIKA - Complex comercial situat în apropiere de Autostrada București - Pitești în exteriorul Șoselei de Centură

## Mijloace de transport
- Linii[71] STB: 
  - Troleibuz: Linia 61, 62, 63, 71, 93
  - Tramvai: Linia 1, 10, 11, 12, 25, 27, 35, 41
  - Autobuz: Linia 105, 106, 136, 137, 138, 139, 178, 201, 221, 278, 311, 322, 336, 429, 431, 432, 433, 434, 478, 483
- Metrou[72] : Magistrala 3 (stațiile Preciziei, Păcii, Gorjului, Lujerului și Politehnica), Magistrala 1 (stația Petrache Poenaru)